# Магнолия-83
Магнолия-83 (или КАМАЗ-Ajokki) — советско-финская передвижная телевизионная станция (ПТС), выпускавшаяся финской фирмой «Ajokki» совместно с советскими «КамАЗ» и «Телетехника» в 1984—1993 годах. Точное количество изготовленных ПТС не установлено, но по информации некоторых источников всего было построено около 200 штук.

## Предыстория

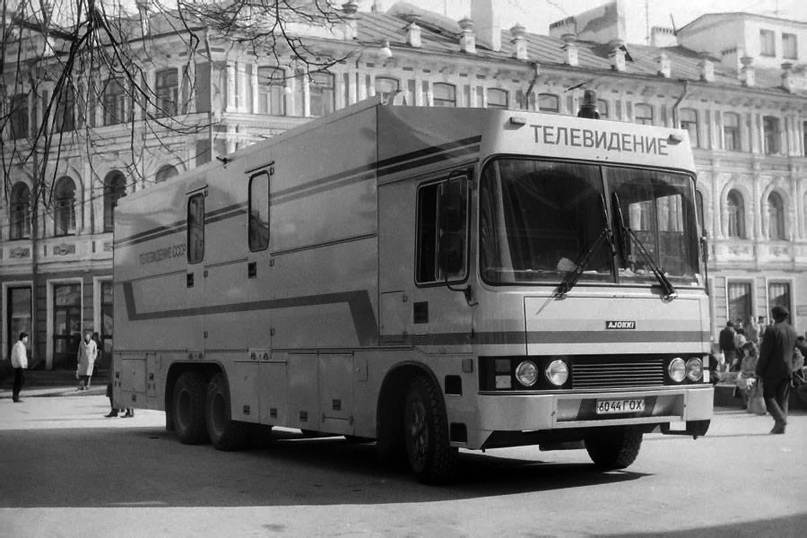
«Магнолия-83», работавшая на Горьковском телевидении

В Советском Союзе после прошедших XXII Олимпийских игр 1980 года появилась острая необходимость в современных и многофункциональных ПТС. Основное применение таких телевизионных станций — проведение технически сложных прямых телетрансляций в ходе спортивных матчей, демонстраций, концертов и других мероприятий.
В то время основная советская ПТС-ЦТ «Магнолия-80» строилась на шасси ЛиАЗ-5932, основным недостатком которой являлась слишком узкая база и ограниченность пространства в кузове. Стоит отметить, что в те годы телеаппаратура была очень громоздкой и для обеспечения высокого уровня мобильного вещания телевизионных каналов нужен был большой и весьма вместительный транспорт. Поэтому было решено, что для размещения такой станции нужна основа не автобуса, а грузовика.
В 1982 году результате тесного сотрудничества финской фирмы «Ajokki» и советского В/О «Автоэкспорт» был разработан экспериментальный спецавтомобиль службы крови на шасси КАМАЗ-53213. Этот автомобиль, испытания которого тогда проводили специалисты НАМИ на Дмитровском автополигоне, в серию так и не пошёл. Дизайн кузова был сделан по образу финского автобуса Delta-200, построенного на шасси шведского Scania BF116.

## Особенности
Не прошедший в серию экспериментальный автомобиль службы крови послужил основой для будущей ПТС. По пожеланиям советского телевидения специалистами из Финляндии была разработана и изготовлена отвечающая жёстким эксплуатационным требованиям ПТС, получившая название «Магнолия-83».

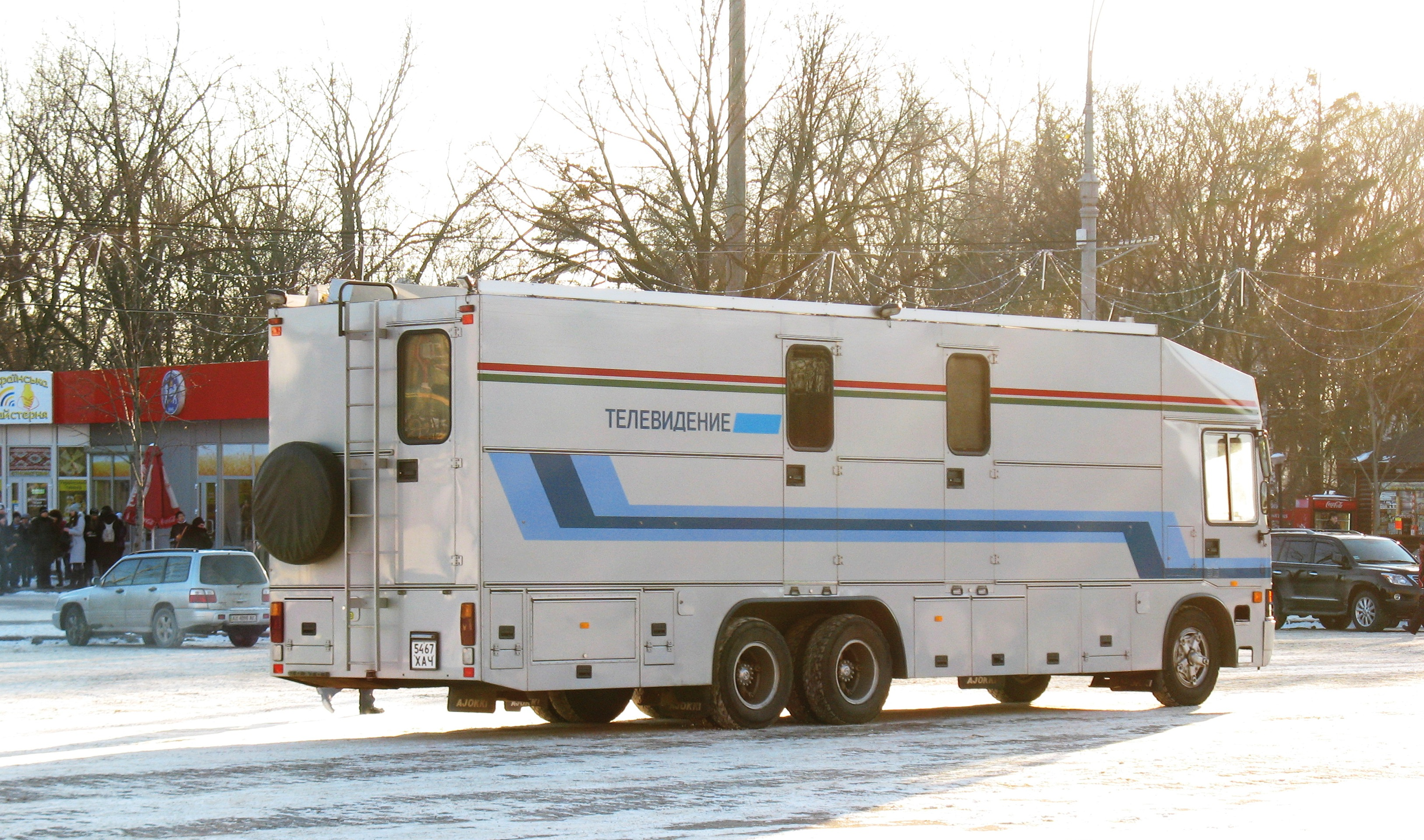
ПТС «Магнолия-83» сзади

Салон «Магнолии» был разделён перегородками на четыре основных отсека: спереди кабина водителя, далее две аппаратные видеорежиссёра и звукорежиссёра, а в самом конце технический отсек для перевозки всевозможного переносного оборудования. Для предотвращения перегрева оборудования салон оснащался мощной системой кондиционирования.
Кузовные панели при этом имели тепло- и шумоизоляцию, все оконные проёмы имели двойные стеклопакеты (кроме кабины водителя), а также устанавливалась система автономного отопления, дизель-генератор «Panda 25 Fischer» и возможность подключения к внешнему источнику питания напряжением 380 В.
Конструкция крыши станции была усилена для того, чтобы её можно было использовать как съёмочную площадку. Для этого на крыше было предусмотрено специальное противоскользящее покрытие и складные перила по краям. Дополнительно, на крыше имелась площадка для установки камеры и штативы для антенн. Доступ на крышу осуществлялся с помощью наружной лестницы.
Чтобы в ходе съёмок исключить вибрацию, были предусмотрены два гидравлических аутригера спереди и по две опоры сзади, наподобие тех, что применяются на экскаваторной технике.

## Производство

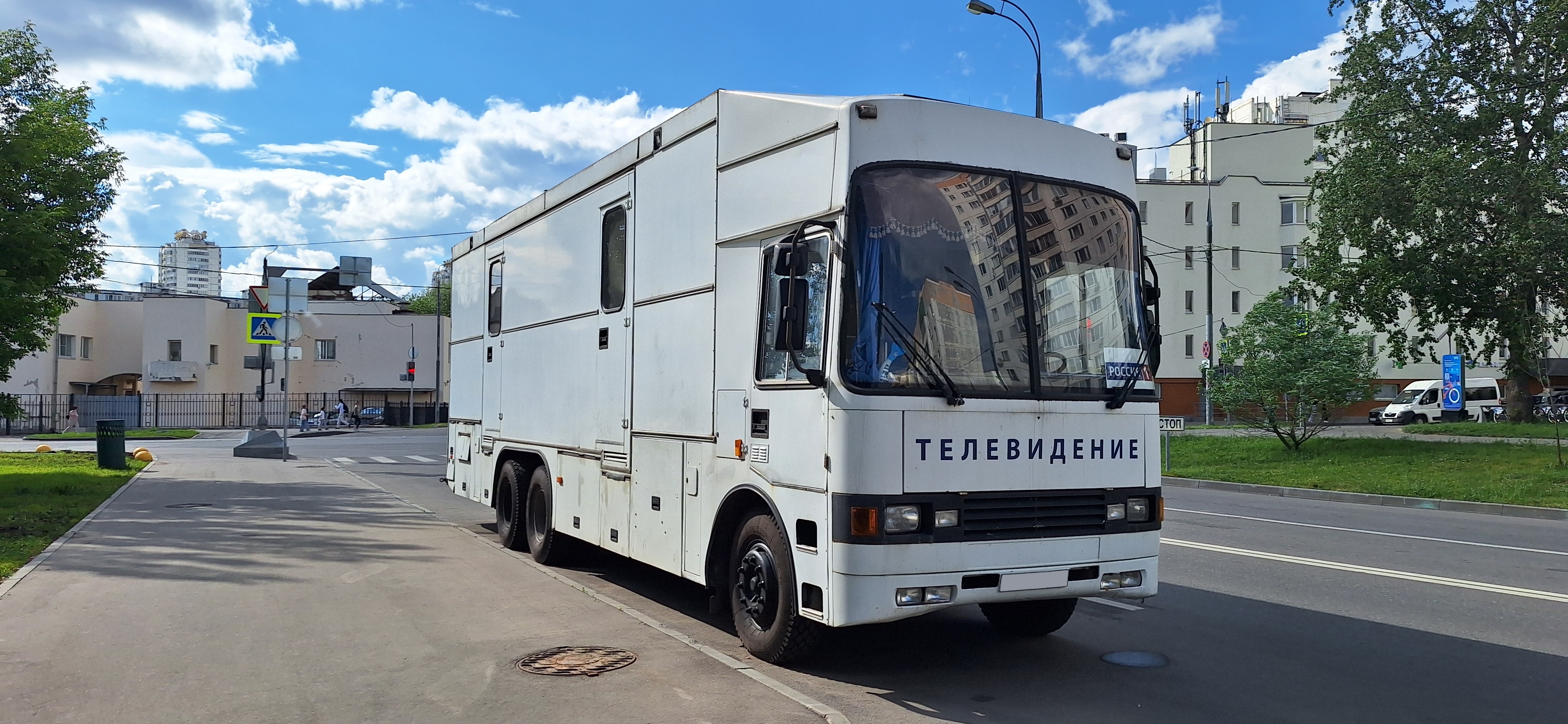
КАМАЗ-Ajokki 1990-1993 г.в.

«Магнолия-83» не производилась на одном заводе, а собиралась сразу на нескольких предприятиях. С завода КАМАЗ в городе Набережные Челны (РСФСР) поставлялись шасси модели 53213 в сборе с двигателем, коробкой передач и панелью приборов. Эти шасси доставлялись в Финляндию, где на заводах фирмы «Ajokki» в городах Каусала и Ийсалми на шасси монтировали специальный кузов-фургон автобусного типа. Почти готовые фургоны далее перегонялись на завод «Телетехника» в городе Шяуляй (Литва), где машины оснащались всем необходимым телевизионным спецоборудованием, работающим по системе SECAM. В итоге уже готовые ПТС «Магнолия-83» распределялись по телецентрам и телестудиям Советского Союза.
Таким методом ПТС производилась вплоть до распада СССР. В начале 1990 года была изменена оптика и ветровые стёкла, а на кузове появился шильдик «Banga» — так стал называться шяуляйский телевизионный завод в уже независимой Литве.
Однако спровоцированный распадом СССР разрыв логистических цепочек предприятий вынудил свернуть производство таких станций, последнюю из которых собрали в 1993 году. Вскоре финская «Ajokki» была поглощена автобусной группой «Volvo», а шяуляйский завод был признан банкротом.

## Применение

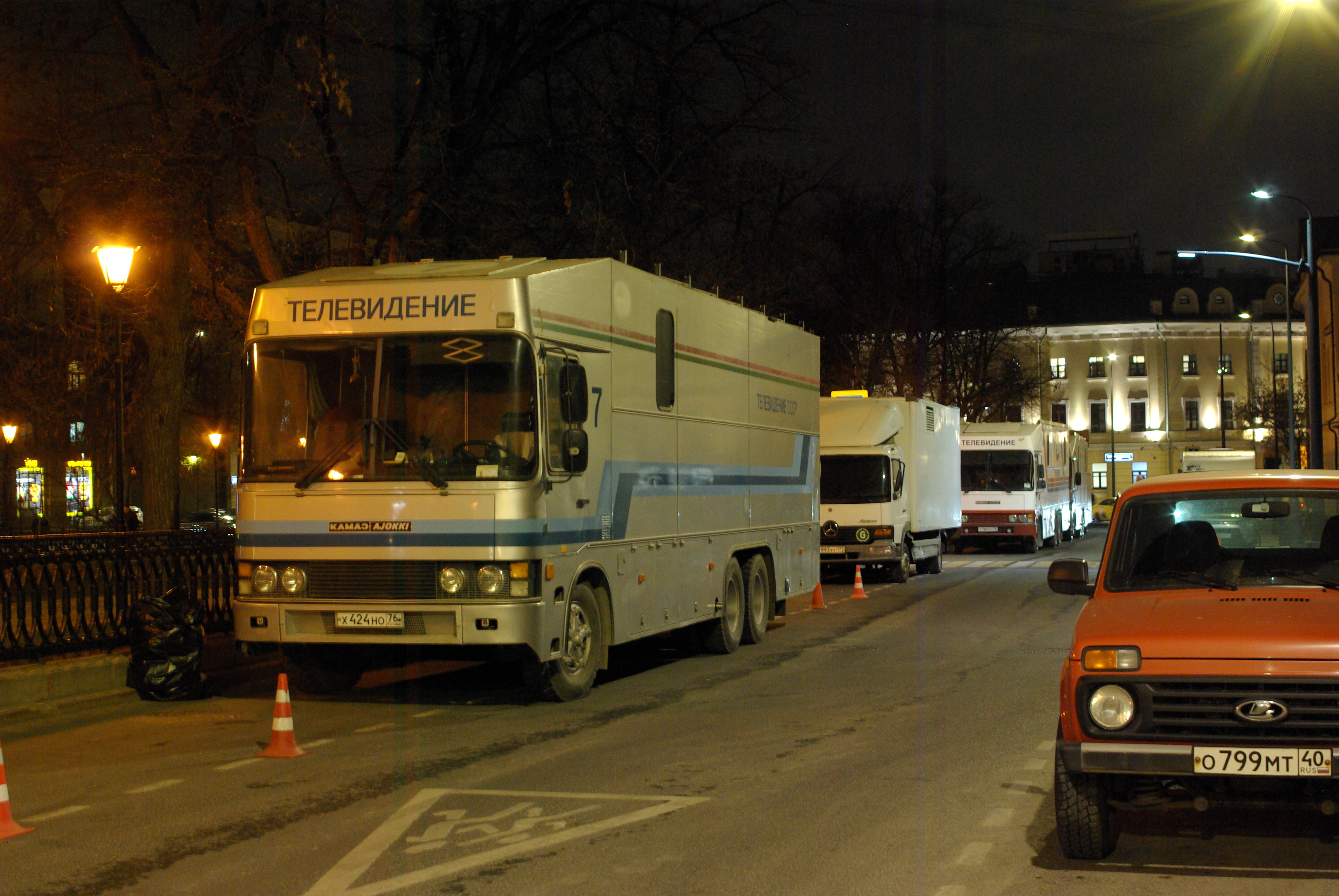
Машины KAMAZ-Ajokki используются как гримвагены на киносъёмках в Москве (2023)

Начиная с 1980-х годов ПТС «Магнолия-83» получили широкое распространение во многих советских телестудиях и телецентрах,  начиная от республик Советской Прибалтики и заканчивая городами Дальнего Востока. То есть эти станции выполняли самые разные задачи в самых разных климатических условиях. Поэтому все ПТС «Магнолия-83» отличались друг от друга набором оборудования. Обычно вместе с ПТС ездил специально дооборудованный ЛиАЗ-677, в котором ездила съёмочная команда ПТС, а также перевозилось не поместившееся в «Магнолию» оборудование.
«Магнолия-83» оказалась очень удачным решением в телевизионной отрасли, поскольку как ПТС обладала современным телевизионным оборудованием, способным записывать, обрабатывать и транслировать телевизионные передачи. С точки зрения ремонтопригодности фургон оказался не менее удачным, так как основывался на узлах и агрегатах КАМАЗа. Поэтому «Магнолия-83» очень долго использовались телевизионными компаниями и после прекращения производства. В 2000-е годы, с развитием цифровых технологий в области телевещания, необходимость в настолько громоздких ПТС отпала. Но даже после списания многие машины переоборудовались и продолжали использоваться в прочих назначениях.